# Maceda
Maceda település Spanyolországban, Ourense tartományban. Maceda Paderne de Allariz, Esgos, Xunqueira de Espadanedo, Montederramo, Vilar de Barrio és Baños de Molgas községekkel határos. Lakosainak száma 2837 fő (2024).

## Népesség
A település népessége az elmúlt években az alábbi módon változott:
| Lakosok száma | 3388 | 3262 | 3146 | 3139 | 3112 | 2978 | 2924 | 2872 | 2853 | 2837 |
|               | 2001 | 2004 | 2007 | 2009 | 2012 | 2014 | 2017 | 2019 | 2022 | 2024 |